# Skin (film van Hanro Smitsman)
Skin is een Nederlandse dramafilm uit 2008 onder regie van Hanro Smitsman, gemaakt in het kader van de telefilm. De film is gebaseerd op waargebeurde feiten uit het begin van de jaren tachtig, die tot een scenario bewerkt werden door Germen Boelens, Philip Delmaar en Hanro Smitsman. De alternatieve titel van de film is Frankie E. De opnamen werden gemaakt in onder meer Rotterdam-zuid en omstreken. Hoofdrolspeler Robert de Hoog won voor zijn spel een Gouden Kalf voor beste acteur. De film is uitgezonden door HUMAN.

## Verhaal
Het is 1979. De zeventienjarige Frankie woont thuis bij zijn geliefde moeder Anna en zijn door hem verfoeide vader Simon. Zijn Joodse vader is een overlever van de Holocaust en werd hierdoor stevig getraumatiseerd. Hoewel hij nooit met zijn familie praat over zijn kampervaringen, blijft hij er tegen Frankie op hameren dat diens tegenslagen niets voorstellen vergeleken bij wat hijzelf vroeger heeft meegemaakt. Om daar vervolgens inhoudelijk weer over te zwijgen. Simon zoekt tot ergernis van Frankie keer op keer steun in de synagoge, maar vertelt thuis niets. Wanneer Frankie met hem afspreekt mee te gaan naar een voor zijn vader belangrijke herdenking, vergeet deze op de bewuste dag zijn zoon zelfs, zodat die voor niets klaar staat.
De kloof tussen Frank en zijn vader wordt groter wanneer moeder Anna wordt opgenomen in het ziekenhuis. Ze blijkt kanker te hebben en er staat haar een zware chemokuur te wachten. Frankie vindt het verschrikkelijk, maar heeft het idee dat hij hierin alleen staat en zijn vader zich nog altijd vooral om zichzelf en zijn trauma bekommert. Zijn oom en taxichauffeur Henk  probeert vader en zoon nog een beetje bij elkaar te houden, maar tevergeefs. Frankies moeder wordt daarbij door haar uitputtende ziekbed steeds moeilijker bereikbaar voor hem.
Op een dag laat Frankie in een dwaze bui zijn schouderlange haar millimeteren door de moeder van zijn beste vriend Jeffrey. Hierdoor valt hij 's avonds bij een punkconcert ineens erg in de smaak bij Robbert, de leider van een plaatselijke groep skinheads met nazi-sympathieën. Deze brengen hem spontaan de Hitlergroet. De eigenaar van de bar moet hier niets van hebben en gooit ze op straat, maar ziet Frankie door zijn kapsel aan voor een van hen en zet hem eveneens buiten. Robbert sleept hem daarop mee en Frankie laat zich opnemen in de groep skinheads, waarin eindelijk eens aandacht is voor hem. Hij gaat alleen ook steeds verder mee in hun activiteiten.
Frankies moeder overlijdt en tijdens haar begrafenis duiken dan ook Frankies beste maten Robbert en Mike op om hem bij te staan, tot ergernis van Simon. Frankie laat een hakenkruis tatoeëren maar is nog steeds niet over zijn verdriet heen. Wanneer hij en Robbert meegaan naar de snackbar van Mike's vader Jan, worden ze in de snackbar belaagd door een groep Molukkers die Frankie en Robbert in elkaar slaan, waarna Frankie een mes trekt en de Molukker uiteindelijk zal doodbloeden omdat Henk hem niet wilde meenemen in zijn taxi.
Frankie verdwijnt achter slot en grendel, maar in de gevangenis duikt Jeffrey op en Terrence die de boel terroriseert en zelfs Frankie in elkaar slaat, en de twee hebben dan ook geregeld ruzie, waarbij de cipiers altijd de kant van Frankie kiezen. Wanneer na heel veel pesterijen Frankie opkomt voor een medegevangene jaagt Terrence hem de kast op. Terrence is echter bewapend met een mes en steekt op Frankie in, omdat iedereen hem een nazi vindt.

## Rolverdeling
- John Buijsman: Simon
- Chris Comvalius: Klant in kapsalon
- Guus Dam: Amos
- Robert de Hoog: Frankie
- Lukas Dijkema: Eigenaar Soos
- Rian Gerritsen: Agente
- Teun Kuilboer: Robbert
- Sylvia Poorta: Anna
- Paul Geusebroek: Huub
- Juda Goslinga: Henk
- Jason Gwen: Lee
- Dajo Hogeweg: Peter
- Bart Klever: Vader Maikel
- Teun Kuilboer: Robbert
- Mike Libanon: Man in Soos
- Mike Meijer: Gerrit
- Maurits Delchot: Terrence

## Citaten
Regisseur Smitsman over hoofdrolspeler Robert de Hoog: “Ik ben zeer onder de indruk van zijn acteerprestaties. Voor een achttienjarige debutant zet Robert de pittige rol van Frankie op verrassend overtuigende wijze neer. Ik ben ervan overtuigd dat we nog veel van dit talent gaan horen.”
Smitsman: “SKIN haakt in op de huidige tendens om altijd het label van goed of fout op een ander te willen plakken. Meer dan ooit lijkt radicalisering het antwoord te zijn op persoonlijke identiteitscrisissen, maar ik laat wel een genuanceerd beeld zien van skinheads.”